# 2006–2007-es magyar férfi vízilabda-bajnokság (első osztály)
A 2006–2007-es magyar férfi vízilabda-bajnokság a százegyedik magyar vízilabda-bajnokság volt. A bajnokságban tizenkét csapat indult el, a csapatok két kört játszottak. Az alapszakasz után a csapatok play-off rendszerben játszottak a végső helyezésekért.

## Alapszakasz
| #   | Csapat                       | M  | Gy | D | V  | G+  | G-  | P  | Megjegyzés     |
| --- | ---------------------------- | -- | -- | - | -- | --- | --- | -- | -------------- |
| 1.  | Domino-Bp. Honvéd            | 22 | 20 | 1 | 1  | 368 | 196 | 41 |                |
| 2.  | TEVA-Vasas SC-Plaket         | 22 | 18 | 3 | 1  | 316 | 148 | 39 |                |
| 3.  | Szeged-Beton VE              | 22 | 17 | 1 | 4  | 243 | 145 | 35 |                |
| 4.  | Brendon-Fenstherm-ZF-Egri VK | 22 | 16 | 2 | 4  | 280 | 161 | 34 |                |
| 5.  | Pécsi VSK-Fűszért            | 22 | 11 | 1 | 10 | 225 | 208 | 23 |                |
| 6.  | Ferencvárosi TC-Aprilia      | 22 | 10 | 2 | 10 | 230 | 215 | 22 |                |
| 7.  | BVSC                         | 22 | 10 | 1 | 11 | 226 | 263 | 21 |                |
| 8.  | Újpesti TE-Óbuda-Újlak       | 22 | 9  | 3 | 10 | 210 | 217 | 21 |                |
| 9.  | Szolnoki Főiskola VSC        | 22 | 5  | 1 | 16 | 183 | 264 | 10 | 1 pont levonva |
| 10. | OSC-Opus Via                 | 22 | 4  | 1 | 17 | 175 | 265 | 9  |                |
| 11. | Legrand-Szentesi VK          | 22 | 4  | 0 | 18 | 142 | 268 | 8  |                |
| 12. | Neptun VSC                   | 22 | 0  | 0 | 22 | 152 | 390 | 0  |                |

* M: Mérkőzés Gy: Győzelem D: Döntetlen V: Vereség G+: Dobott gól G-: Kapott gól P: Pont

## Rájátszás

### 1–4. helyért
Elődöntő: Domino-Bp. Honvéd–Brendon-Fenstherm-ZF-Egri VK 12–11, 8–9, 18–9 és TEVA-Vasas SC-Plaket–Szeged-Beton VE 8–6, 6–7, 13–5, 5–3
Döntő: Domino-Bp. Honvéd–TEVA-Vasas SC-Plaket 6–7, 8–11, 12–6, 9–10
3. helyért: Szeged-Beton VE–Brendon-Fenstherm-ZF-Egri VK 8–11, 7–10

### 5–8. helyért
5–8. helyért: Pécsi VSK-Fűszért–Újpesti TE-Óbuda-Újlak 11–10, 10–11, 14–13, 11–7, 5–7, 8–6 és Ferencvárosi TC-Aprilia–BVSC 8–6, 6–7, 9–8
5. helyért: Pécsi VSK-Fűszért–Ferencvárosi TC-Aprilia 8–7, 11–10
7. helyért: BVSC–Újpesti TE-Óbuda-Újlak 11–12, 5–8

### 9–12. helyért
9–12. helyért: Szolnoki Főiskola VSC–Neptun VSC 22–9, 15–8 és OSC-Opus Via–Legrand-Szentesi VK 11–8, 9–10, 13–12, 5–9, 8–5
9. helyért: Szolnoki Főiskola VSC–OSC-Opus Via 11–9, 14–13
11. helyért: Legrand-Szentesi VK–Neptun VSC 17–5, 15–9